# 彭子益
彭子益（1871年—1949年），諱承祖，號子益，雲南大理鶴慶人，是清末民初著名的中醫學家，同時也是民國時期實驗系統古中醫學派的創始人，著有《圓運動的古中醫學》一書。後來的中醫李可尊稱彭子益為「中醫復興之父」，認為他的主要貢獻在於「使中醫學成為一個系統的醫學科學理論」、「在當時取締中醫、消滅中醫的潮流中，把古代中醫的精華保留下來」。
彭子益曾走遍山西、湖南、江蘇、四川、廣西、雲南等地為當地居民義診及教授古中醫學，培養中醫人才。在山西期間，遇上瘟疫流行，彭子益親自為病患診治，救治了不少病患。
1947–1949年間，彭子益在臨終前幾年將其畢生經驗寫成《圓運動的古中醫學》一書。

## 其他
- 中國中醫
- 中国针灸治疗学
- 蒲辅周
- 施今墨
- 錢伯煊
- 承澹庵
- 西苑醫院